# Fiat 500 (1957)
Fiat 500 este o mașină de oraș mică cu motor în spate și patru locuri, care a fost produsă și comercializată de Fiat Automobiles din 1957 până în 1975 într-o singură generație, ca un hatchback cu 2 uși și un break cu 2 uși.
Fiat 500 (denumit „Nuova 500” la lansarea din iulie 1957) a înlocuit modelul Fiat 500 „Topolino”, acesta era un automobil mic, ieftin și practic. Cu dimensiuni reduse (2,97 m lungime totală) și propulsat de un motor boxer cu 2 cilindri montat posterior, cu cilindree de 479 cm³ și răcire aer pasivă, acesta era cu 24,5 cm mai scurt decât Fiat 600, lansat cu doi ani mai devreme, și este considerat unul dintre primele vehicule proiectate specific pentru medii urbane.
În 1959, inginerul Dante Giacosa a primit premiul Compasso d'Oro pentru design industrial pentru proiectarea Fiat 500, marcând prima dată când acest premiu a fost acordat unui constructor auto.

## Istoric
În 1936, Fiat a lansat modelul 500 „Topolino”, un automobil economic cu motor frontal în 4 cilindri (cilindree: 569 cm³) și tracțiune spate. În 1949, pentru a răspunde cerințelor pieței postbelice, producția a fost reluată sub denumirea de 500C, cu caroserie revizuită (lungime: 3,21 m; greutate: 535 kg), disponibilă inițial ca coupé cu două uși și plafon deschis. Ulterior, a fost adăugată o variantă break (cu volum portbagaj mărit la 0,7 m³). Ambele versiuni au fost fabricate până în 1957, când au fost înlocuite de un model nou, cu structură ușoară (greutate redusă la 470 kg) și motor montat posterior (2 cilindri, 479 cm³), inspirat de Volkswagen Beetle și Fiat 600 (1955). Începând din octombrie 1961, o versiune denumită Neckar a fost produsă la Heilbronn, Germania, în cadrul unui acord complex între NSU motorcars și Steyr-Puch, care producea o versiune Fiat 500 sub licență în Graz, Austria.
În ciuda dimensiunilor sale foarte mici, Fiat 500 s-a dovedit a fi un vehicul extrem de practic, având vânzări mari în întreaga Europă. Pe lângă varianta cu două uși, a fost disponibil și ca „Giardiniera” estate; această variantă includea motorul standard montat pe orizontală, ampatamentul prelungit cu 10 cm pentru a oferi mai mult spațiu pe bancheta din spate, un plafon glisant pe întreaga lungime și frâne mai mari de la Fiat 600.
Modele sport au fost produse de Abarth, precum și de Giannini. O variantă austriacă, fabricată de Steyr-Daimler-Puch, modelul Steyr-Puch 500 din 1957–1973, era echipată cu un motor Puch boxer twin, iar un model sportiv al acestuia a fost Steyr-Puch 650 TR2 (1965–1969).
Producția modelului 500 s-a încheiat în 1975, deși înlocuitorul său, Fiat 126, a fost lansat cu doi ani mai devreme. Modelul 126 nu a avut același succes în Italia ca predecesorul său, dar s-a vândut bine în țările din Blocul de Est, fiind asamblat și fabricat în Polonia sub denumirea de Polski Fiat. Fiat 500 avea un coeficient de rezistență aerodinamică (Cx) de 0,38, o valoare remarcabilă pentru perioada respectivă.
În 2006, revista Top Gear a votat Fiat 500 drept „cel mai sexy automobil”.
În 2007, la 50 de ani de la lansarea modelului Nuova 500, Fiat a introdus o nouă generație 500, inspirat stilistic de originalul din 1957, dar cu motor montat frontal și tracțiune față.
În 2017, Fiat a marcat 60 de ani de la lansare cu o expoziție la Museum of Modern Art din New York City, primind un Corporate Art Awards acordate de pptArt. Evenimentul a fost marcat și printr-o ceremonie la Palatul Quirinal, găzduită de președintele italian Sergio Mattarella.

## Modele

### Nuova 500 (1957–1960)

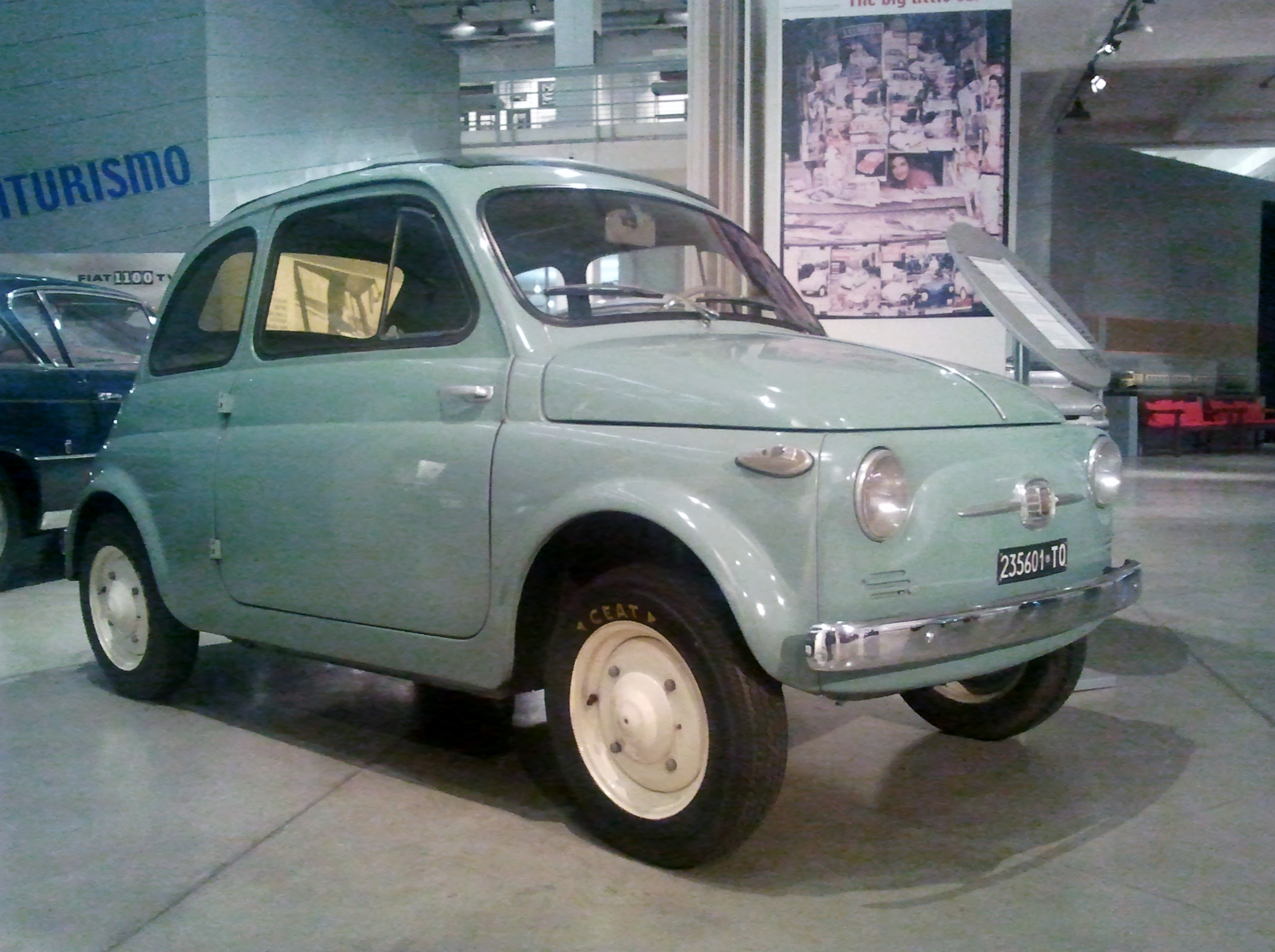
Un model Nuova 500, lansat în 1957, păstrat în Centro Storico Fiat

Modelul 500 dispunea de un motor cu doi cilindri în linie, de 479 cm³ (denumit nominal 500 cm³), generând 13 CP. Acest model era echipat cu un acoperiș din material textil, pliabil pe întreaga lungime, similar cu cel al modelului Fiat 500 Topolino — spre deosebire de designul ulterior al acoperișului, care se plia doar pe jumătate din lungimea sa. Nuova 500 face parte din cele trei modele Fiat echipate cu uși deschise contra sensului mersului („suicide doors”).
Incluzând modelul Sport, în total s-au produs 181.036 exemplare ale modelului Nuova 500 între 1957 și 1960.

### Nuova 500 Sport (1958–1960)
La mijlocul anului 1958, Fiat a introdus modelul Nuova 500 Sport, echipat cu un motor mai puternic și o vopsire în două tonuri — alb cu o bandă roșie pe flancuri. Acest model se distingea prin acoperiș rigid complet metalic, cu trei caneluri longitudinale. În 1959 a fost adăugată și o versiune cu acoperiș parțial deschis.
Motorul (codificat tip 110.004) avea doi cilindri, cu cilindree mărită de la 479 cm³ la 499,5 cm³ (alezaj/cursă: 67,4 × 70 mm), oferind o putere considerabilă utilizând același bloc motor: 21,5 CP (15,8 kW). Viteza maximă depășea 105 km/h.

### 500 D (1960–1965)

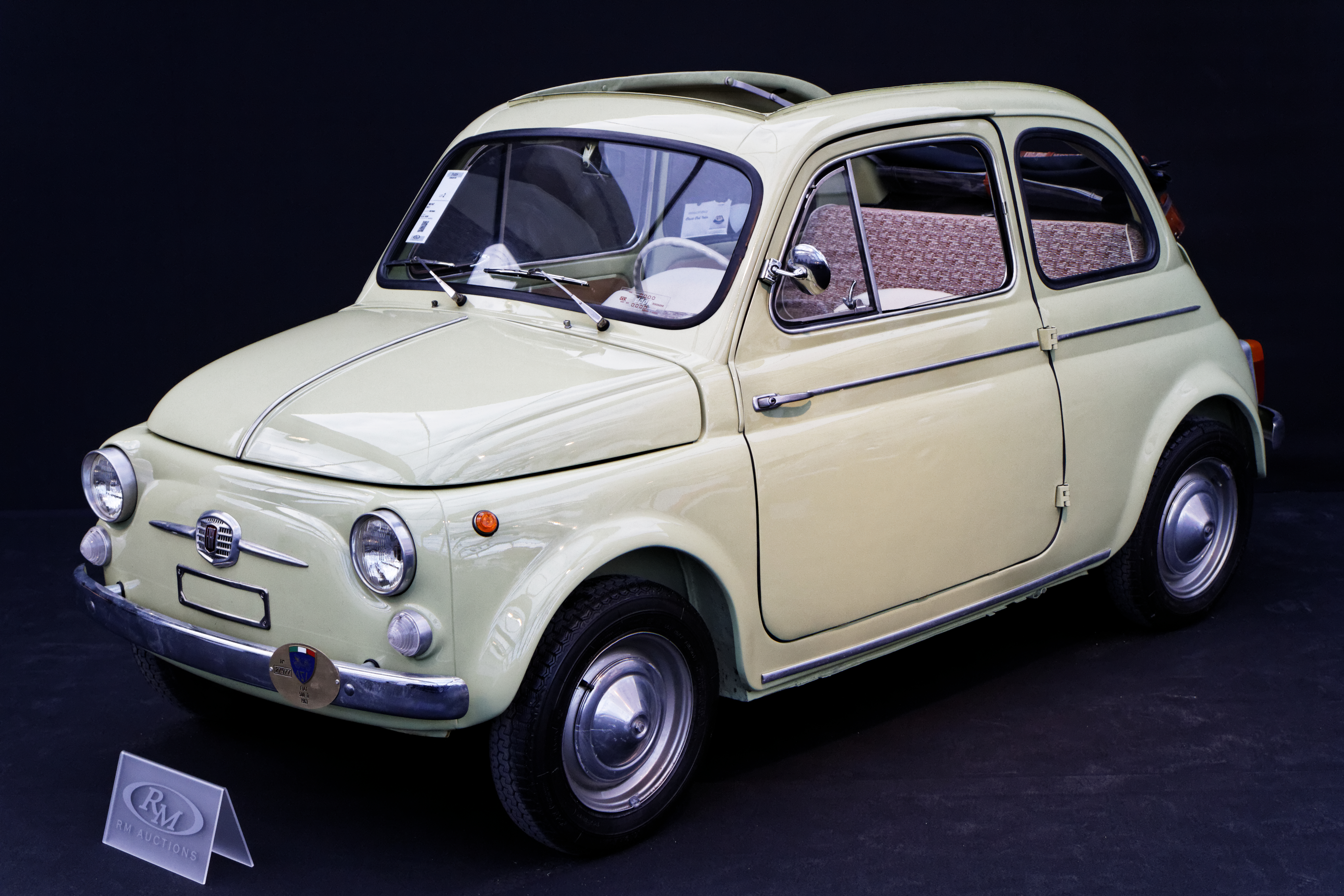
Fiat 500

Înlocuind modelul original Nuova în 1960, modelul D arată foarte asemănător cu Nuova, dar există două diferențe majore. Prima este capacitatea motorului (D dispune de un motor îmbunătățit de 499 cm³, producând 17 CP în echiparea standard — acest motor a fost utilizat până la sfârșitul producției modelului L în 1973). A doua diferență constă în acoperiș: modelul standard D nu are acoperișul pliabil complet, precum cel al modelului Nuova, deși era disponibil și ca variantă „Transformable” cu același acoperiș ca al Nuova. Modelul D păstrează, de asemenea, ușile de tip "suicide doors".
În Noua Zeelandă, unde a fost asamblat local de Torino Motors, modelul 500 D a fost vândut sub denumirea „Fiat Bambina” (italiană pentru "bebeluș"), o denumire care este încă utilizată acolo pentru a descrie acest automobil.

### 500 Giardiniera (1960–1968)

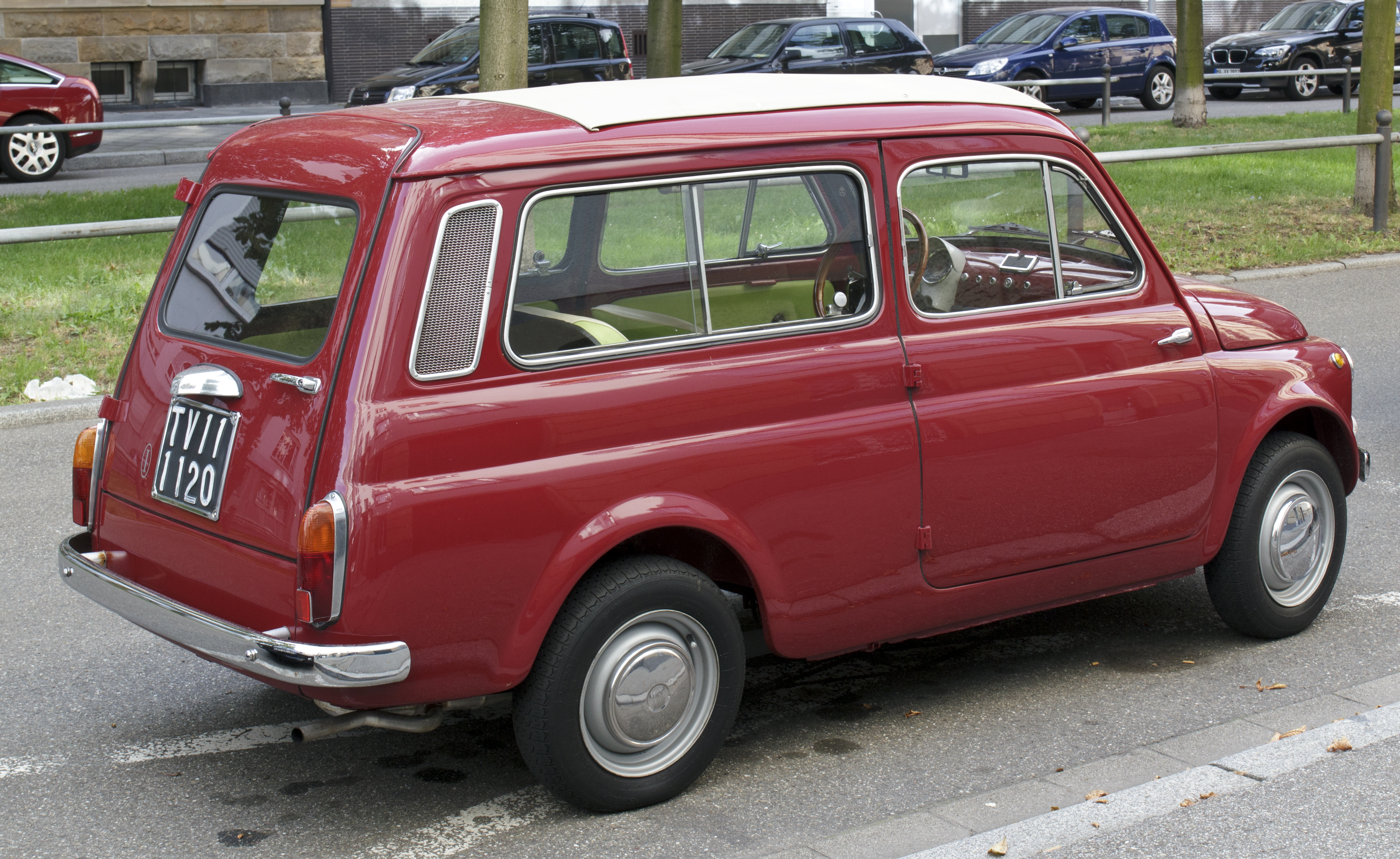
Fiat 500 Giardiniera

Modelul 500 Giardiniera (cunoscut și ca 500 K în anumite regiuni) a fost varianta break a modelului Fiat 500 și este cel mai longeviv model din serie. Motorul era poziționat sub podeaua portbagajului, creând o suprafață de încărcare plană. Acoperișul se întindea complet până în spate, spre deosebire de alte versiuni contemporane, unde se oprea deasupra șoferului și pasagerului din față. Giardiniera a menținut ușile cu deschidere inversă și a fost singurul model care a continuat să utilizeze acest tip de uși până în anii 1970. În 1966, producția a fost transferată la Desio, unde Giardiniera a fost fabricată de subsidiara Fiat, Autobianchi, sub marca lor, din 1968 până în 1977. Au fost fabricate 327.000 de unități, iar după 1968, modelul a purtat exclusiv numele Autobianchi Giardiniera.

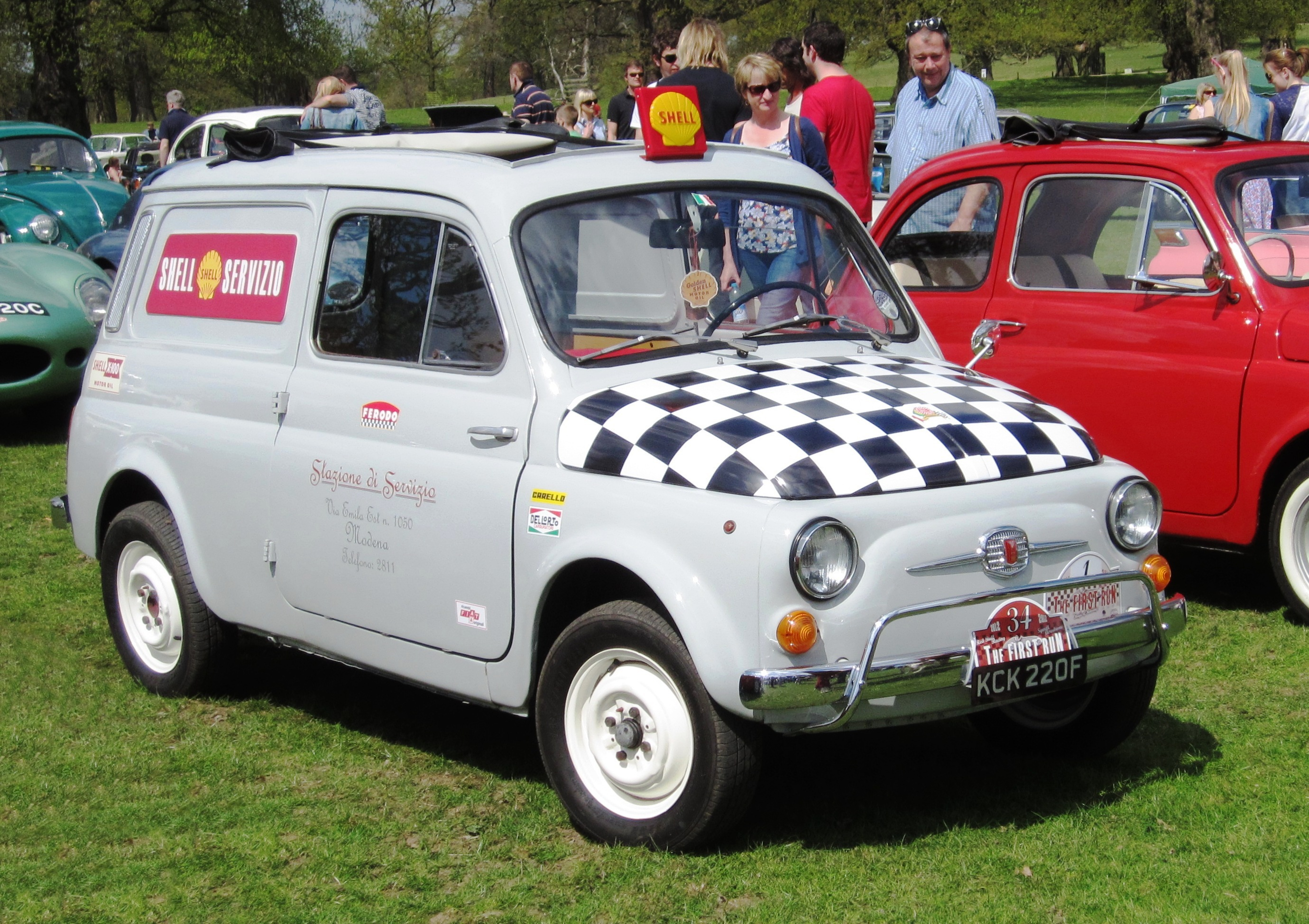
Fiat 500 Furgoncino

### 500 Furgoncino
O variantă furgon a modelului Giardiniera (break) a fost oferită sub denumirea de Furgoncino.

### 500 F sau Berlina (1965–1972)

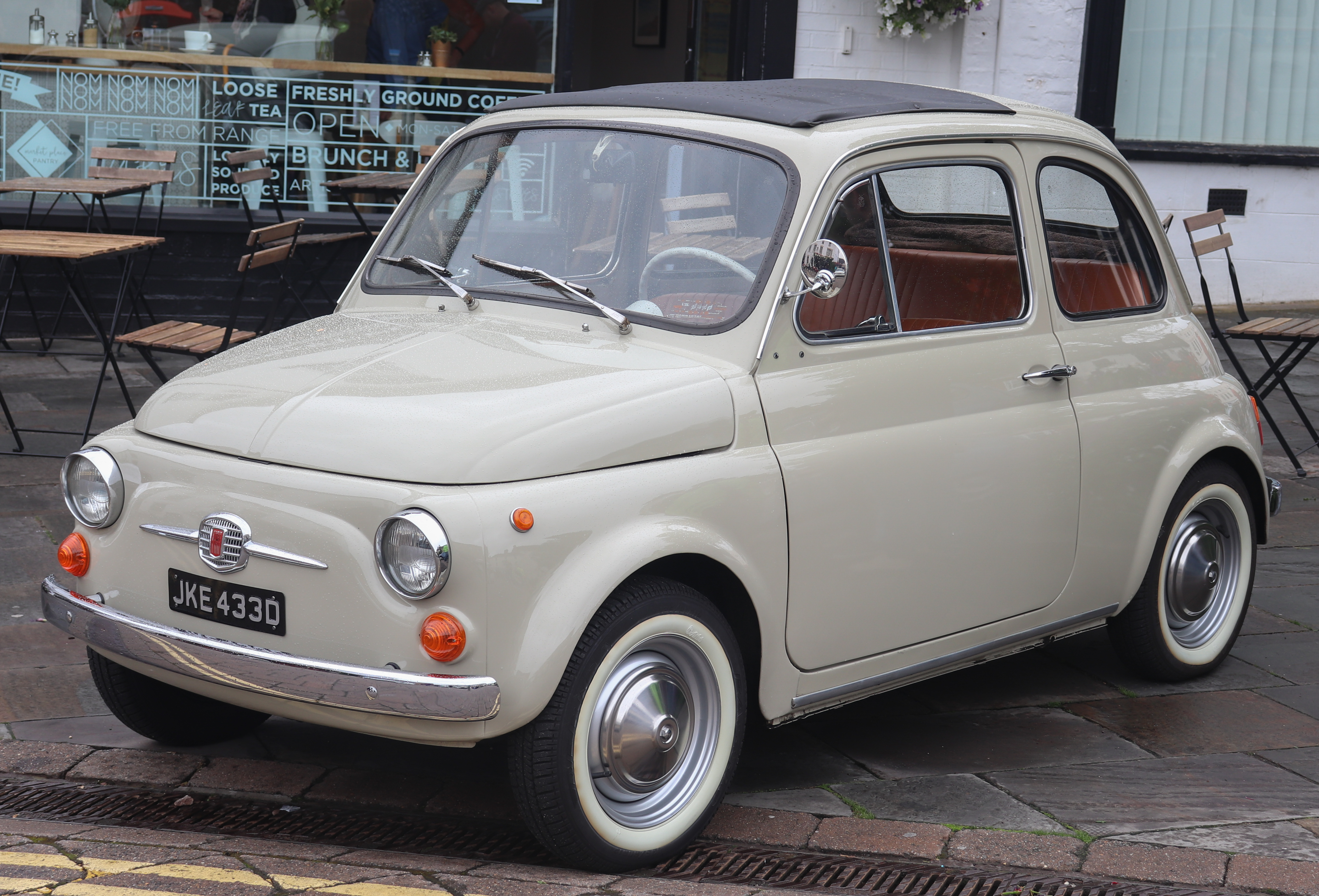
Fiat 500F

Modelul F acoperă două perioade de producție ale modelului 500, D și L, fiind, astfel, cel mai frecvent identificat greșit. Între 1965 și 1969, modelul F a purtat aceeași emblemă ca și modelul D, dar cele două pot fi diferențiate prin poziția balamalelor ușilor: modelul D păstrează ușile de tip suicide doors, în timp ce modelul F, introdus în iunie 1965, a adoptat uși articulate în față. Între 1969 și 1972, modelul F a fost vândut alături de modelul Lusso ca o alternativă mai ieftină, de bază. Deși modelele F și L sunt foarte asemănătoare din punct de vedere mecanic, principalele diferențe constau în barele de protecție (modelul L are o bară cromată suplimentară) și interior (interiorul modelului F este aproape identic cu cel al designului original din 1957, în timp ce modelul L avea un design modernizat).

### 500 L sau Lusso (1968–1972)

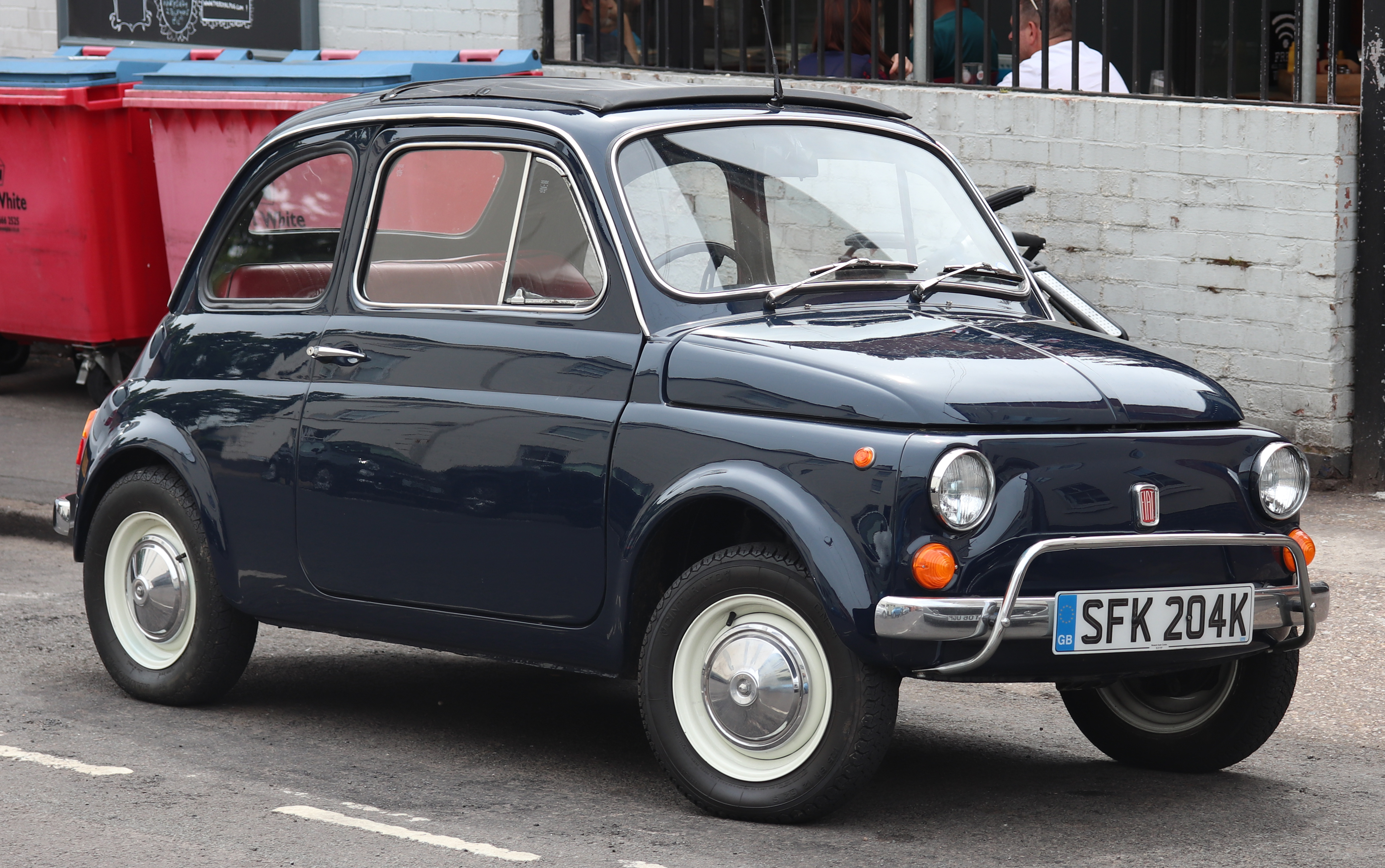
Fiat 500 L

În septembrie 1968, Fiat a lansat modelul 500 L sau Lusso (tipo 110 F/L), o versiune mai bine echipată și mai rafinată a modelului standard 500 F. Modelul 500 L a rămas în producție până în 1972, când a fost introdus noul Fiat 126.

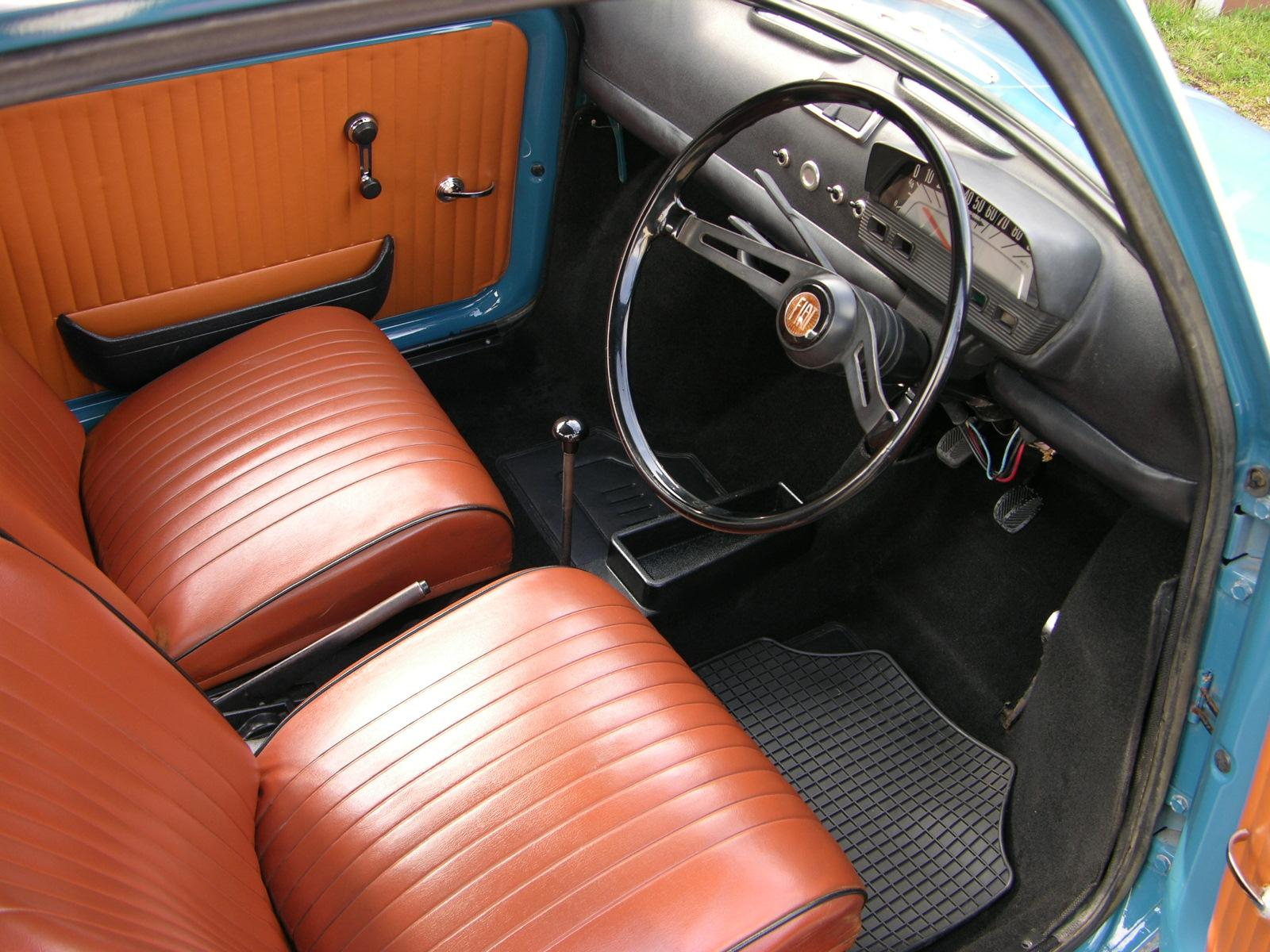
Interior Fiat 500L

Cea mai evidentă caracteristică a modelului 500 L au fost barele de protecție tubulare, care protejau bara din față și colțurile celei din spate. Ca urmare, mașina era cu aproximativ 5,5 cm mai lungă decât modelul 500 F, având o lungime totală de 3.025 mm. Alte detalii exterioare specifice modelului includ o siglă Fiat nouă pe partea din față, capace de roți reproiectate, ornamente cromate din plastic care acopereau șanțurile de scurgere ale acoperișului și elemente decorative pe marginea parbrizului și lunetei.  
În interior, bordul era complet acoperit cu un material plastic negru, anti-reflex, în loc să fie metal vopsit, și era dotat cu un nou instrumentar trapezoidal, înlocuindu-l pe cel rotund utilizat pe toate celelalte modele 500. Volanul era din plastic negru, cu spițe metalice. Panourile ușilor, tapițate cu același model plisat din piele artificială folosit la scaune, aveau mânere reproiectate și mutate, precum și buzunare noi la uși. Spațiul de depozitare a fost mărit, incluzând un compartiment pe tunelul central, care, la fel ca restul podelei, era acoperit cu covor, în loc de covorașe din cauciuc. 
Din punct de vedere mecanic, modelul 500 L era identic cu modelul 500 F, cu excepția anvelopelor radiale (înlocuind cele bias-ply).

### 500 R sau Rinnovata (1972–1975)

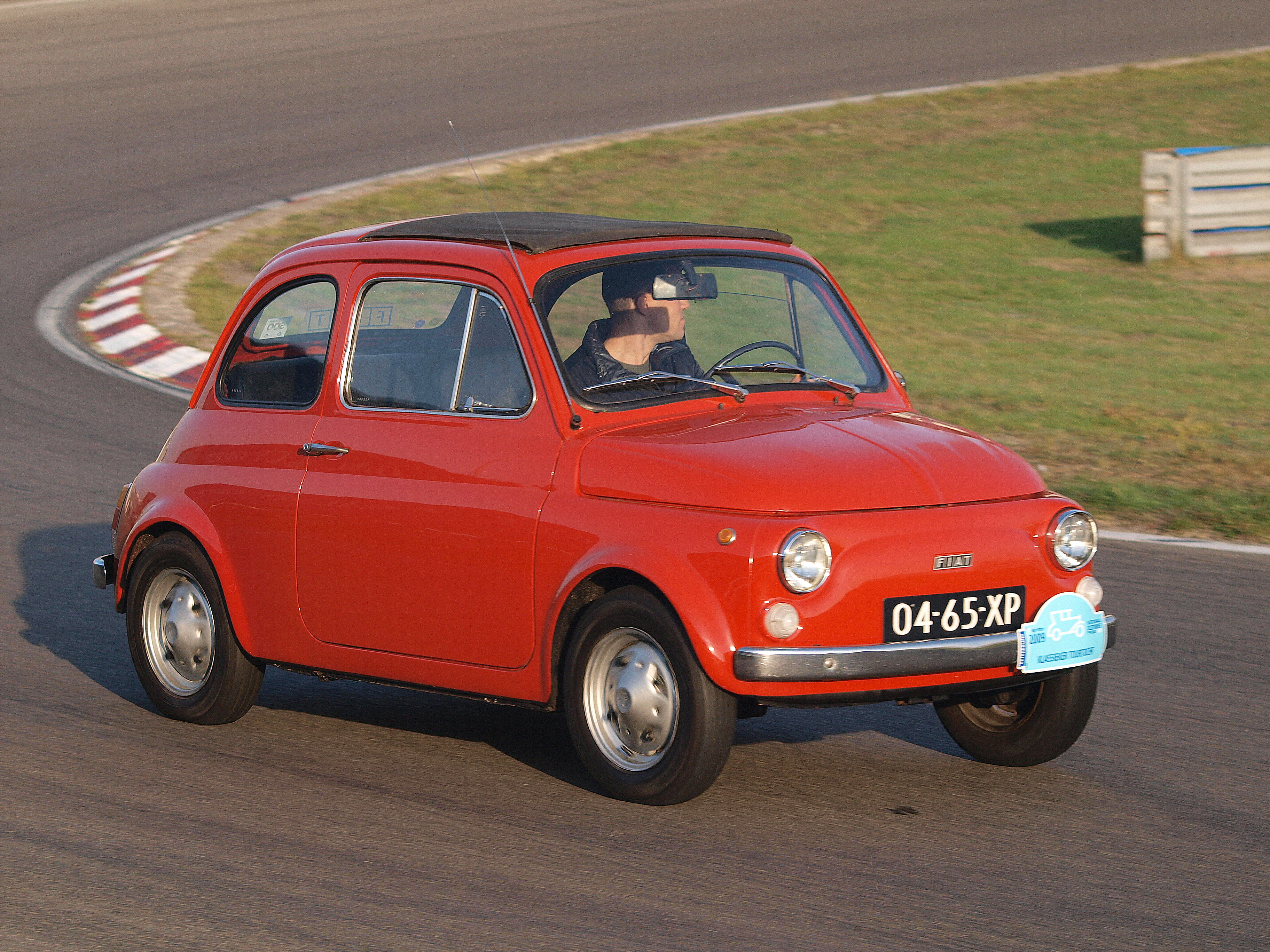
Fiat 500 R

Ultima versiune a modelului Fiat 500 a fost modelul R (Rinnovata), lansat în noiembrie 1972, simultan cu noul Fiat 126. Acesta era echipat cu același motor de 594 cm³ ca modelul 126, dar cu aceeași putere ca modelul L, la un regim mai scăzut de turație (4.000 rpm față de 4.400 rpm), oferind un cuplu ușor îmbunătățit.Cutia de viteze nu era complet sincronizată. Șasiul provenia fie de la modelul L, fie de la 126. 
Modelul 500 R era mai confortabil, dar mai simplu echipat și finisat decât predecesorii săi — indicatorul de combustibil a fost eliminat, rămânând doar martorul pentru rezervor gol. Acest model a servit ca o soluție de tranziție pentru Fiat înainte de lansarea completă a modelului 126. Odată cu popularitatea crescândă a lui 126, vânzările modelului 500 R au scăzut semnificativ. A fost comercializat alături de Fiat 126 timp de trei ani, până când Fiat a întrerupt producția modelului 500 în 1975.

### Fiat 500 America

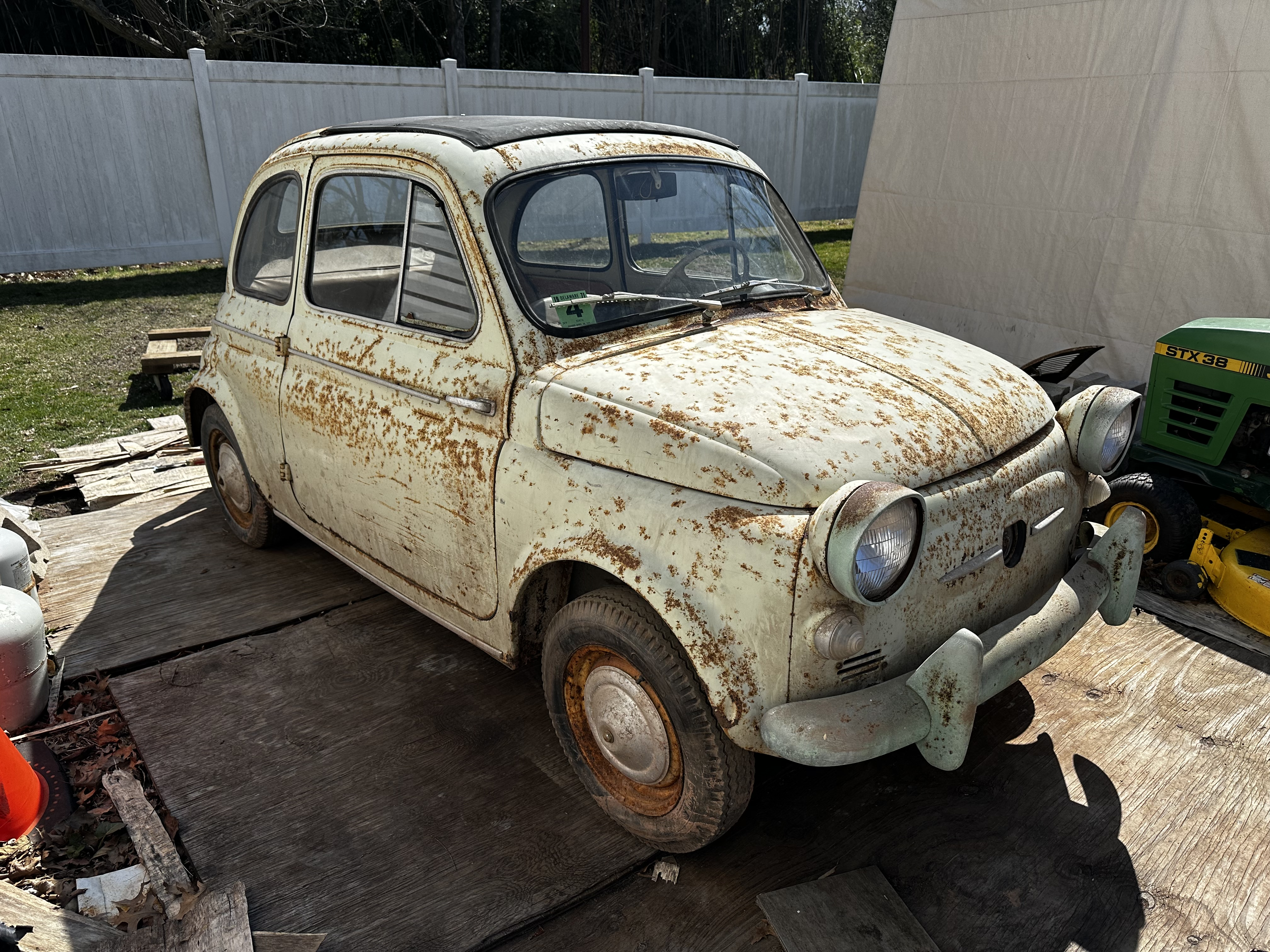
Un Fiat 500 America Normale din 1959, nerestaurat

Pe durata producției modelului 500 în Italia, Fiat a dezvoltat și lansat o variantă adaptată pentru piața americană, echipată cu un motor de 479 cm³ capabil să genereze o putere de 15 CP. Pentru a se conforma reglementărilor din Statele Unite, această versiune a suferit o serie de modificări, printre care se numără farurile proeminente (folosite, de asemenea, pe modelul american 500 Jolly), bare de protecție față și spate mai largi, integrate cu apărători, și un vitezometru calibrat în kilometri pe oră. De remarcat este faptul că modelul N era echipat cu patru stopuri, în timp ce versiunea americană avea doar trei. 
În 1958, o grevă la producătorul Carello, responsabil pentru producerea stopurilor Fiat, a dus la modificări semnificative în design. Astfel, modelele din 1958 aveau o bază de culoare asortată cu caroseria, cele din începutul anului 1959 aveau o bază din aluminiu mai groasă decât modelele europene, iar cele din finalul anilor 1959 și 1960 aveau o bază în stilul modelului D. Modelele din 1958 Fiat 500 America erau echipate cu o podea plană, care a fost revizuită în 1959 și 1960 pentru a oferi un spațiu suplimentar pentru picioare. Spre sfârșitul anului 1959, Fiat a început tranziția către modelul D, care a inclus stopuri diferite, eliminarea sistemului de ventilație de aer proaspăt de pe capotă și reducerea numărului de orificii de scurgere a apei de pe partea inferioară a ușilor de la trei la două. 
S-au produs aproximativ 300 de unități ale modelului Fiat 500 destinate pieței americane între 1958 și 1960, moment în care acesta a fost retras din vânzare, nu reușind să concureze eficient cu alte modele disponibile pe piața locală. Aceste versiuni erau disponibile în două variante, Economica și Normale. Modelul Normale era echipat cu capace pentru roți și ornamente pe partea inferioară a ușilor, în timp ce Economica nu includea aceste elemente, conform specificațiilor menționate în manualul de instrucțiuni. 
A existat și o versiune specială „sport” a acestui model, în care motorul a fost modificat la o capacitate de 499,5 cm³ generând astfel o putere de 21 CP. Această variantă specială era disponibilă exclusiv în culoarea albă, cu o dungă roșie care traversa caroseria.

### Derivate

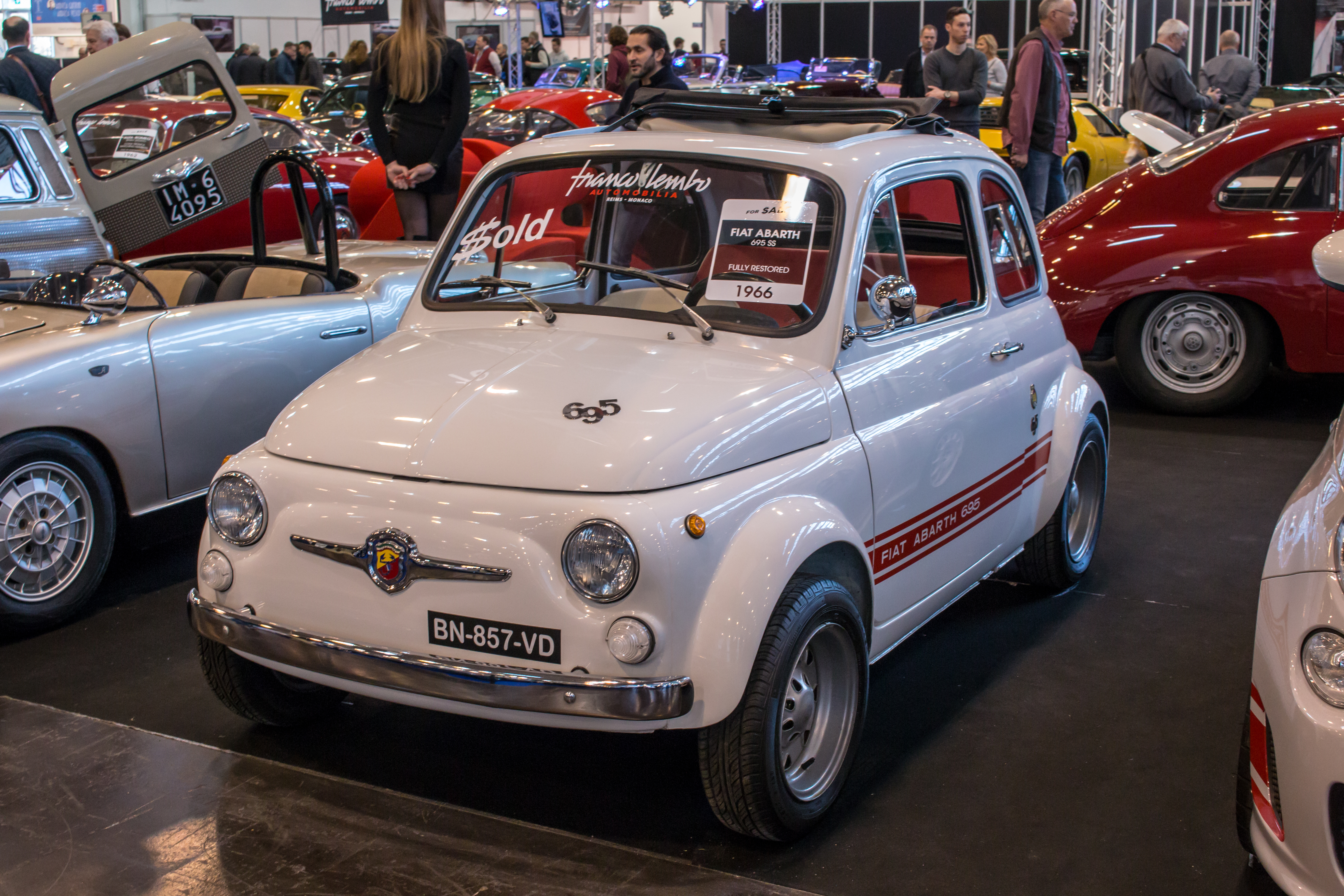
Fiat Abarth 695 SS

#### Abarth 695 SS (1964–1971)
Dintre toate modelele orientate spre performanță create de Karl Abarth, cunoscut ulterior sub numele de Carlo Abarth, modelul 695 reprezintă cel mai bine colaborarea dintre firma sa, cu sigla scorpionului, și Fiat. Au fost produse aproximativ 1.000 de exemplare de Fiat Abarth 695 SS, dintre care se estimează că doar 150 mai există.
Versiunea 695 SS a fost lansată în 1966, după o prezentare inițială în 1964. Baza tehnologică a fost Fiat 500, cu motor și tracțiune la spate. Comparativ cu versiunea de serie a modelului 500, estetic, modelul 695 era aproape identic, diferențiindu-se prin siglă, emblema de pe grila radiatorului și blazonul amplasat pe lateralele caroseriei. 695 SS a fost singura variantă care includea aripi mai largi și o capotă ridicată, concepute pentru o mai bună stabilitate și răcire.
Modificările mecanice majore au fost esențiale pentru performanța vehiculului, permitându-i să atingă o viteză maximă de 140 km/h. Motorul OHV cu 2 supape pe cilindru, sistemul de eșapament, arcurile supapelor și blocul motorului au fost optimizate, iar pistoanele și arborele cu came au fost redesenate. Motorul avea un cilaj de 76 × 76 mm, cu o capacitate totală de 689,5 cm³. Carburatorul Solex 34PBIC a fost ajustat pentru a oferi un raport de compresie de 9,8:1, generând o putere de CP PS (28 kW) la 5200 rpm și un cuplu de 57 N·m la 4000 rpm.

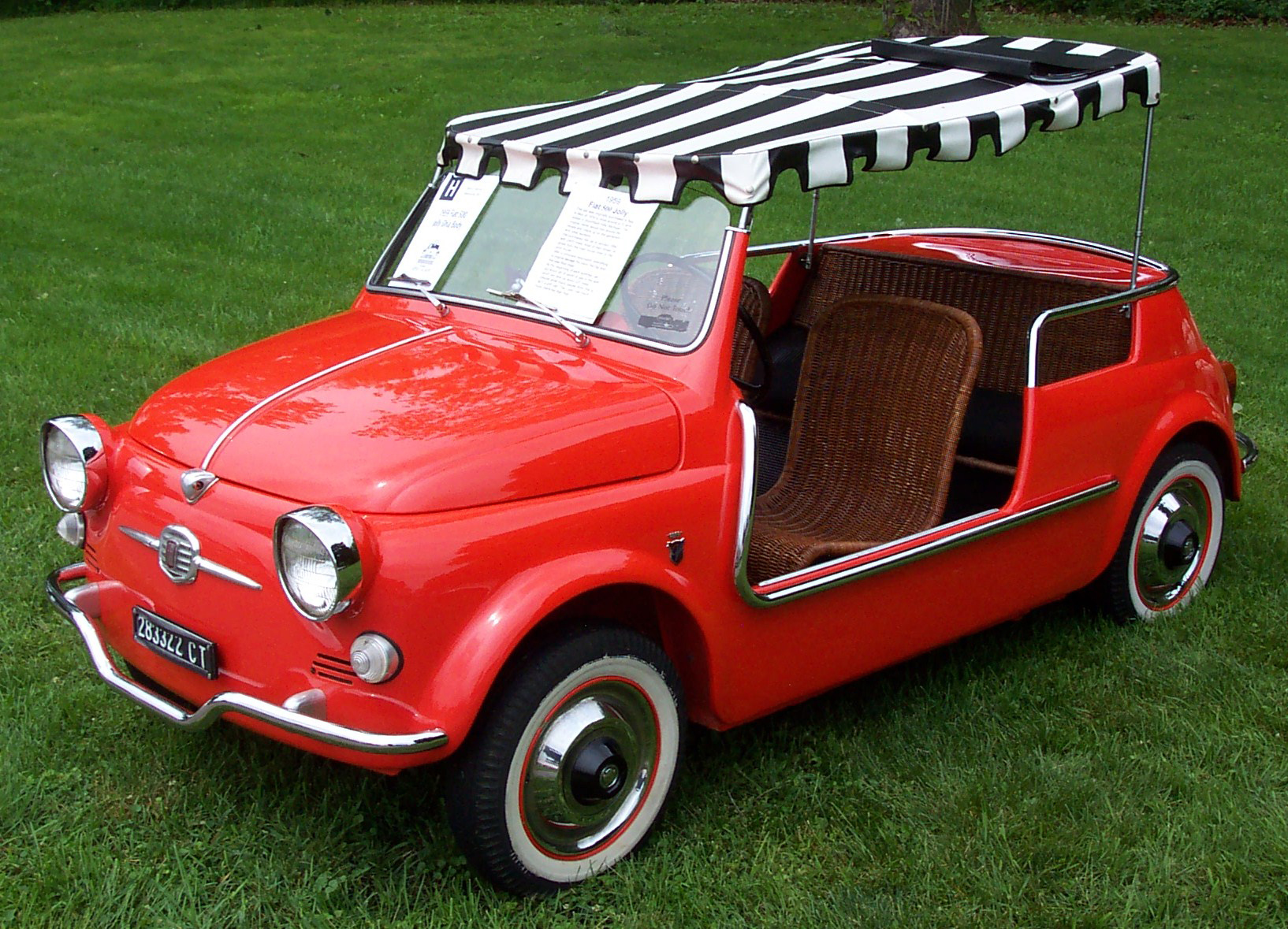
Fiat 500 Jolly realizat de Ghia, pentru piața americană

#### Fiat 500 Jolly Ghia
Carrozzeria Ghia a fabricat manual o variantă „Jolly” a modelului 500, inspirată de ediția limitată Fiat 600 Jolly. Această variantă avea un design deschis, fără uși, cu scaune din răchită și un acoperiș din material textil detașabil — similar în concept cu Citroën Méhari, BMC Mini Moke și Volkswagen Type 181.

## Fiat 500 (2007)
Anunțat inițial în mai 2006, Fiat a lansat în martie 2007 un nou model 500, cu trei uși și patru locuri, la 50 de ani de la apariția primului Fiat 500. Designul noului Fiat 500 din 2007 se bazează pe conceptul Fiat Trepiùno din 2004.
Noul Fiat 500 se distinge prin stilul său retro— urmând trendul impus de Volkswagen New Beetle și BMW MINI — ca o reinterpretare modernă a modelului original Fiat 500 cu motor spate, proiectat de Dante Giacosa în 1957. Producția a început la mijlocul anului 2007, în fabricile Fiat din Tychy, Polonia, și ulterior în Toluca, Mexic. Sunt disponibile multiple opțiuni de echipare, performanță și stil, inclusiv o variantă decapotabilă lansată în 2009.
Modelul 500 este de asemenea disponibil în versiune Abarth, dotată cu un motor turbo de 1,4 litri, sistem de eșapament sport, suspensie și transmisie optimizate. Platforma utilizată de Fiat 500 servește de bază pentru a doua generație a modelului Ford Ka.

## Galerie foto

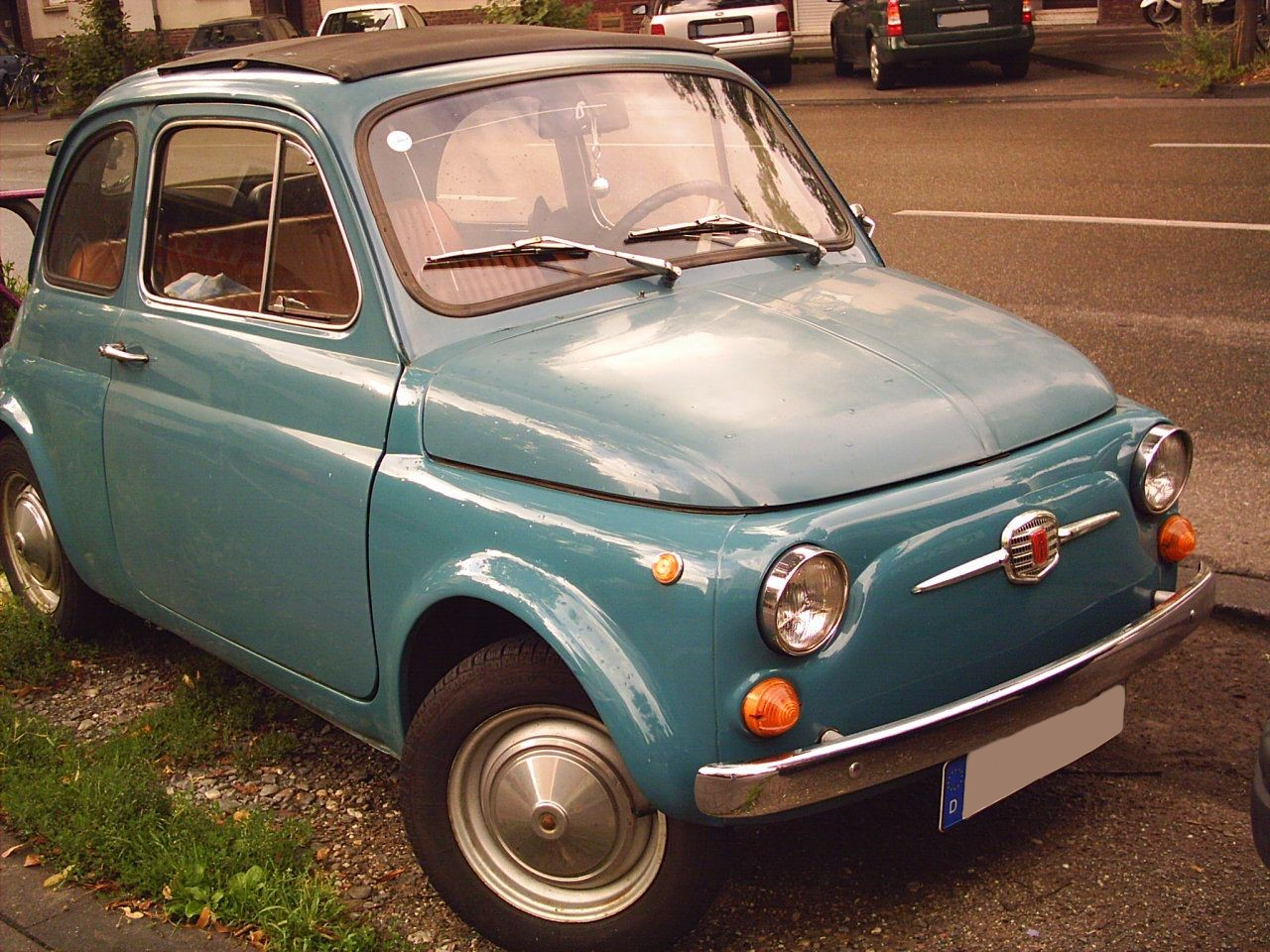
Fiat 500 F
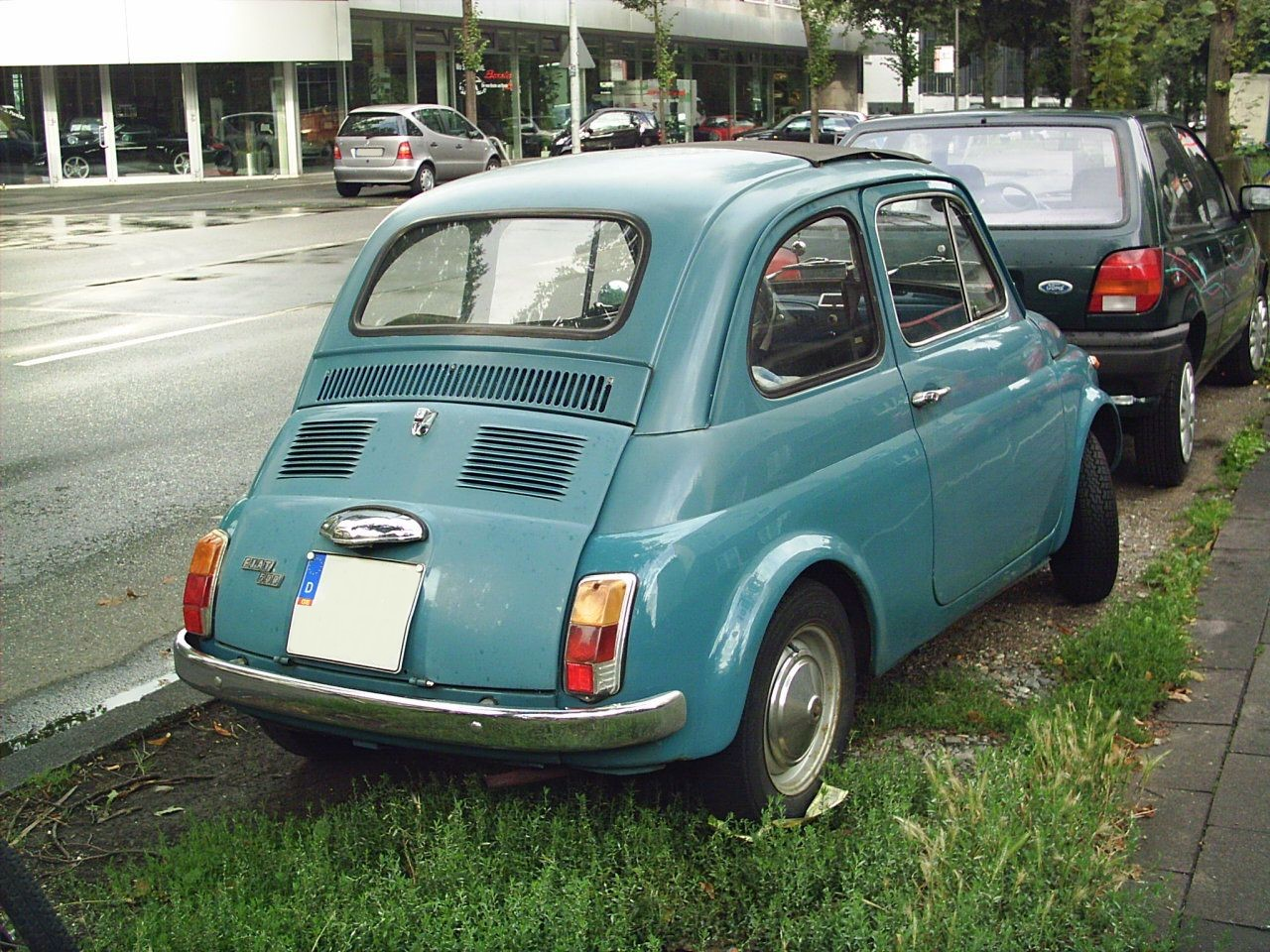
Fiat 500 F (spate)
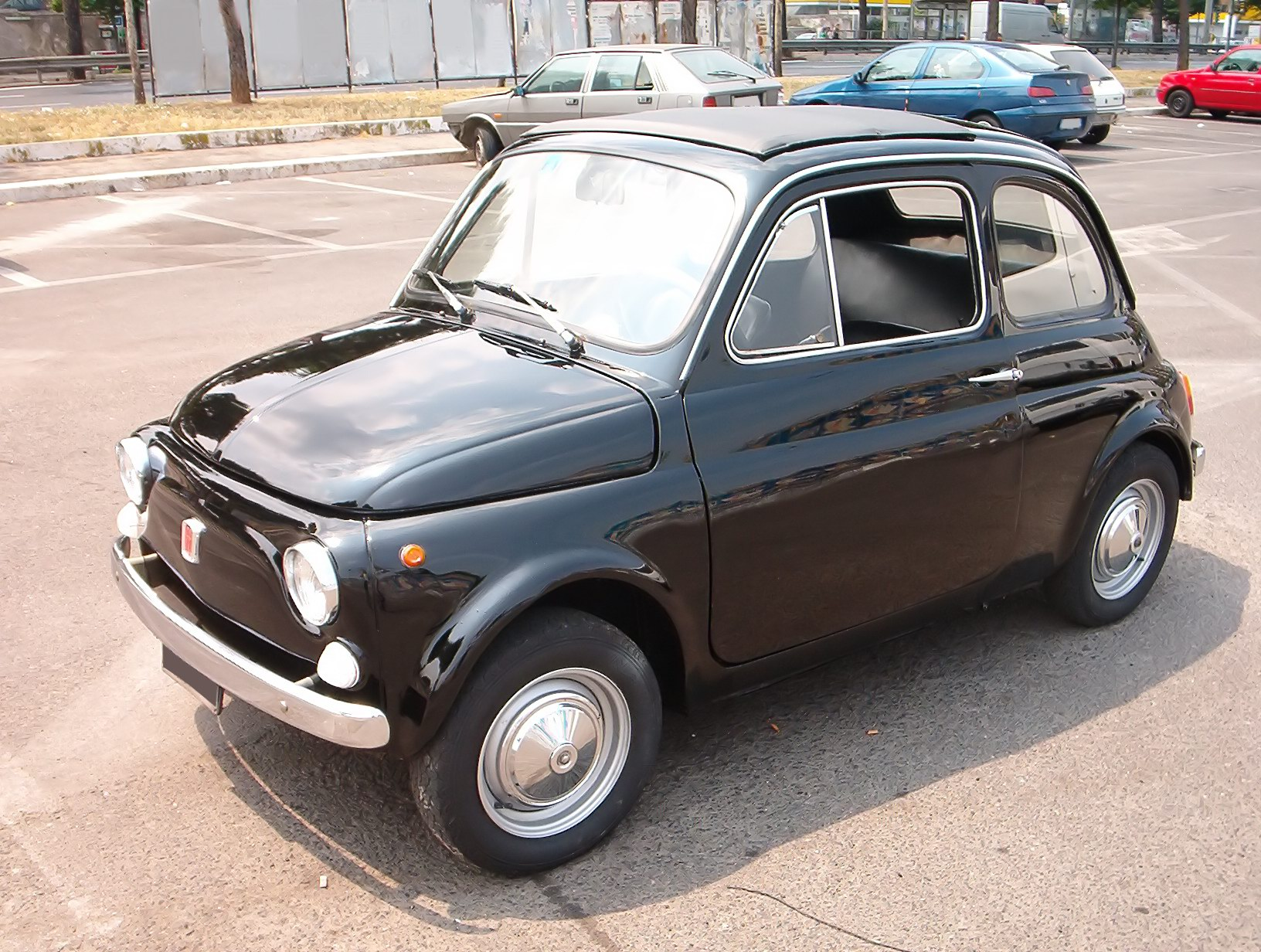
Fiat 500
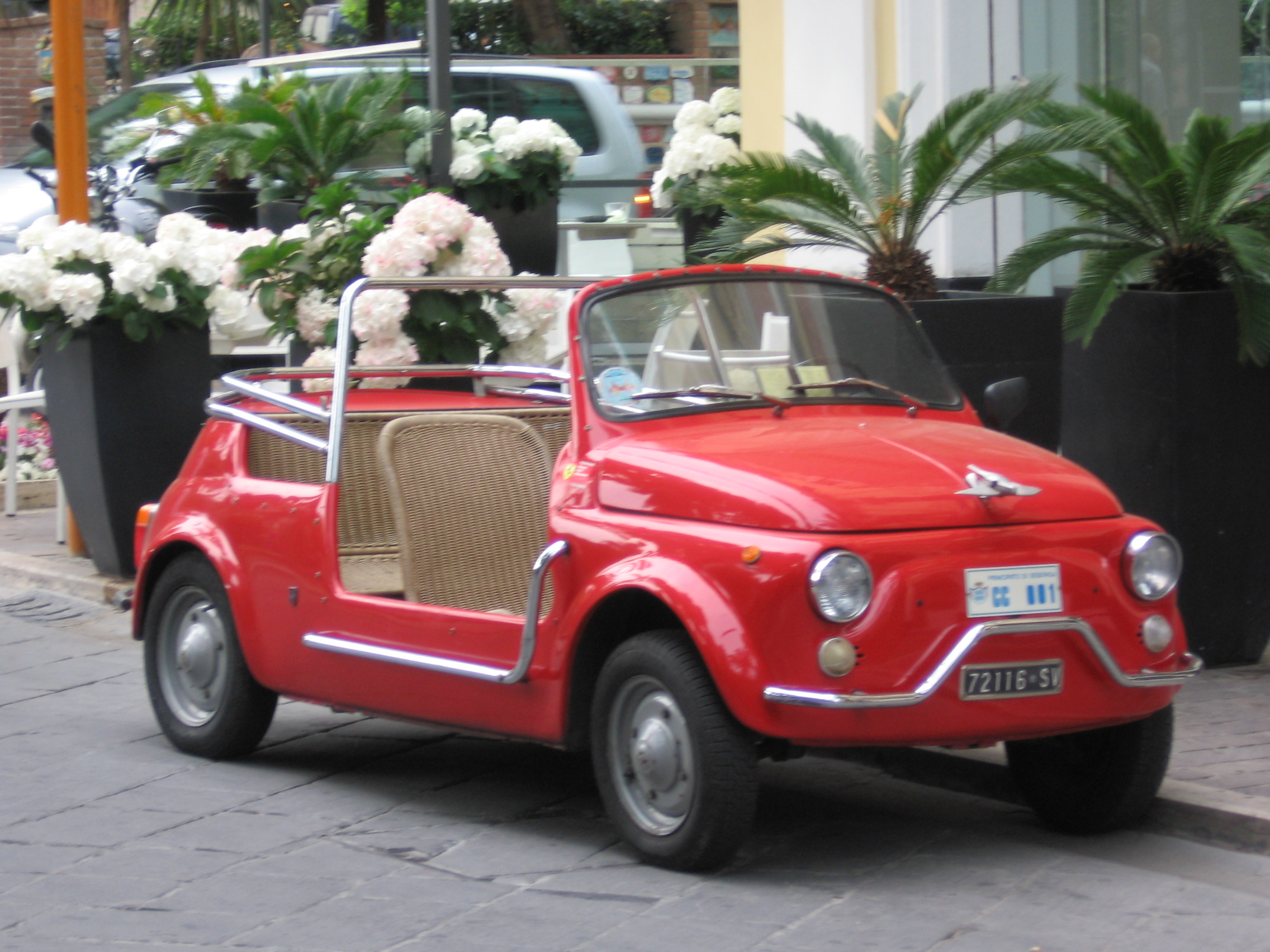
Fiat 500 Jolly
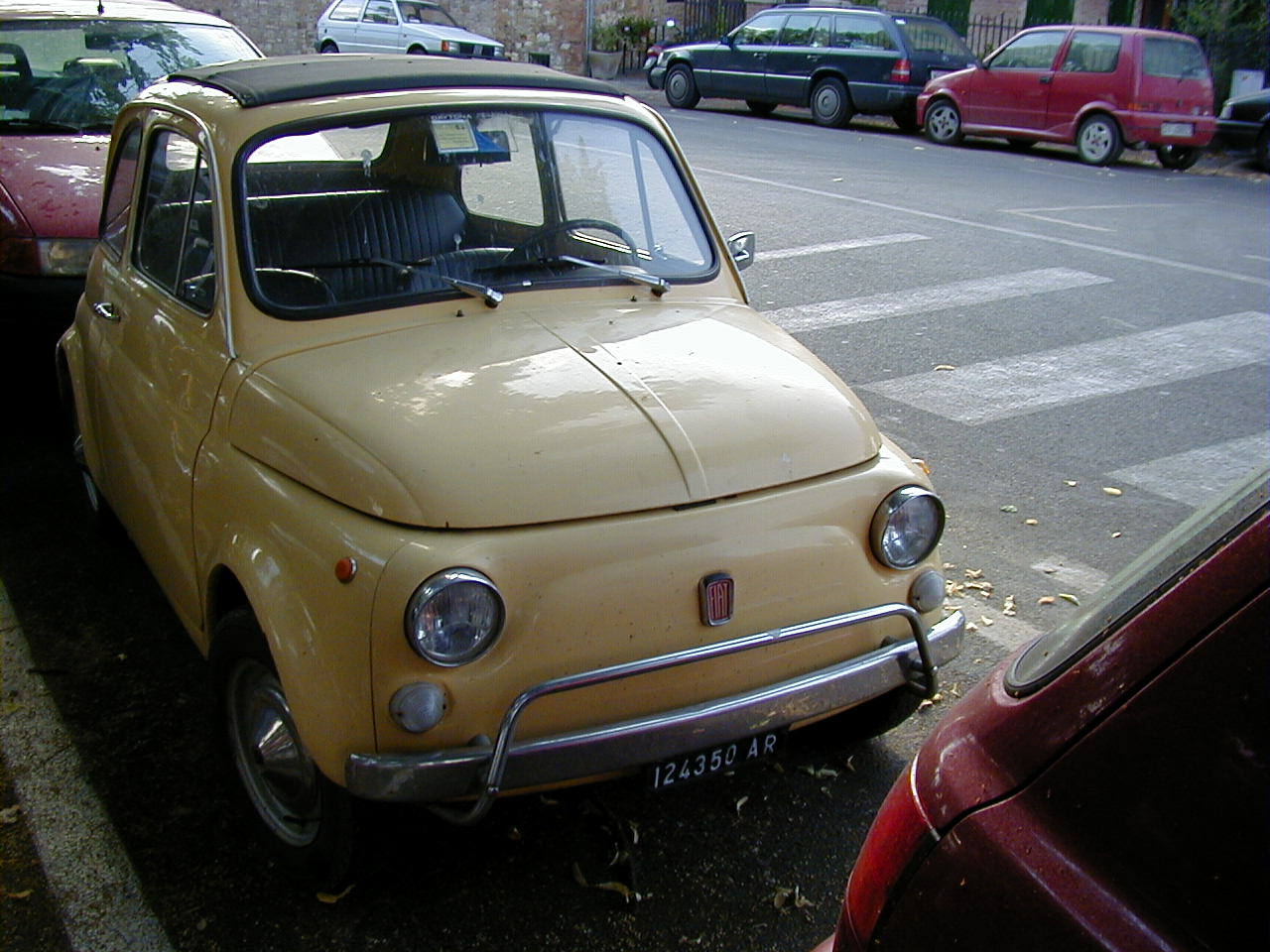
Fiat 500 L, diferențiat după suportul suplimentar cromat
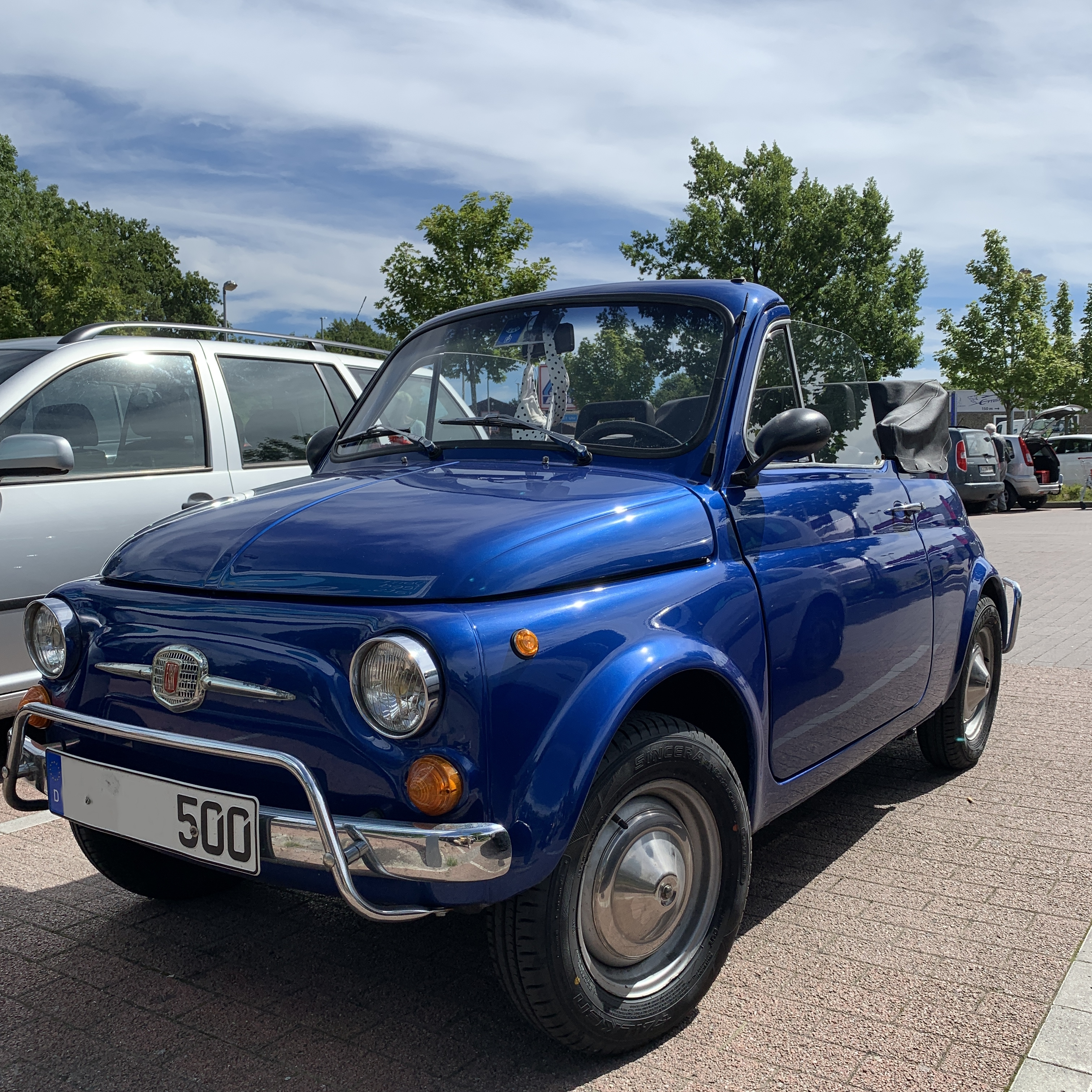
Fiat 500 Cabriolet Lux
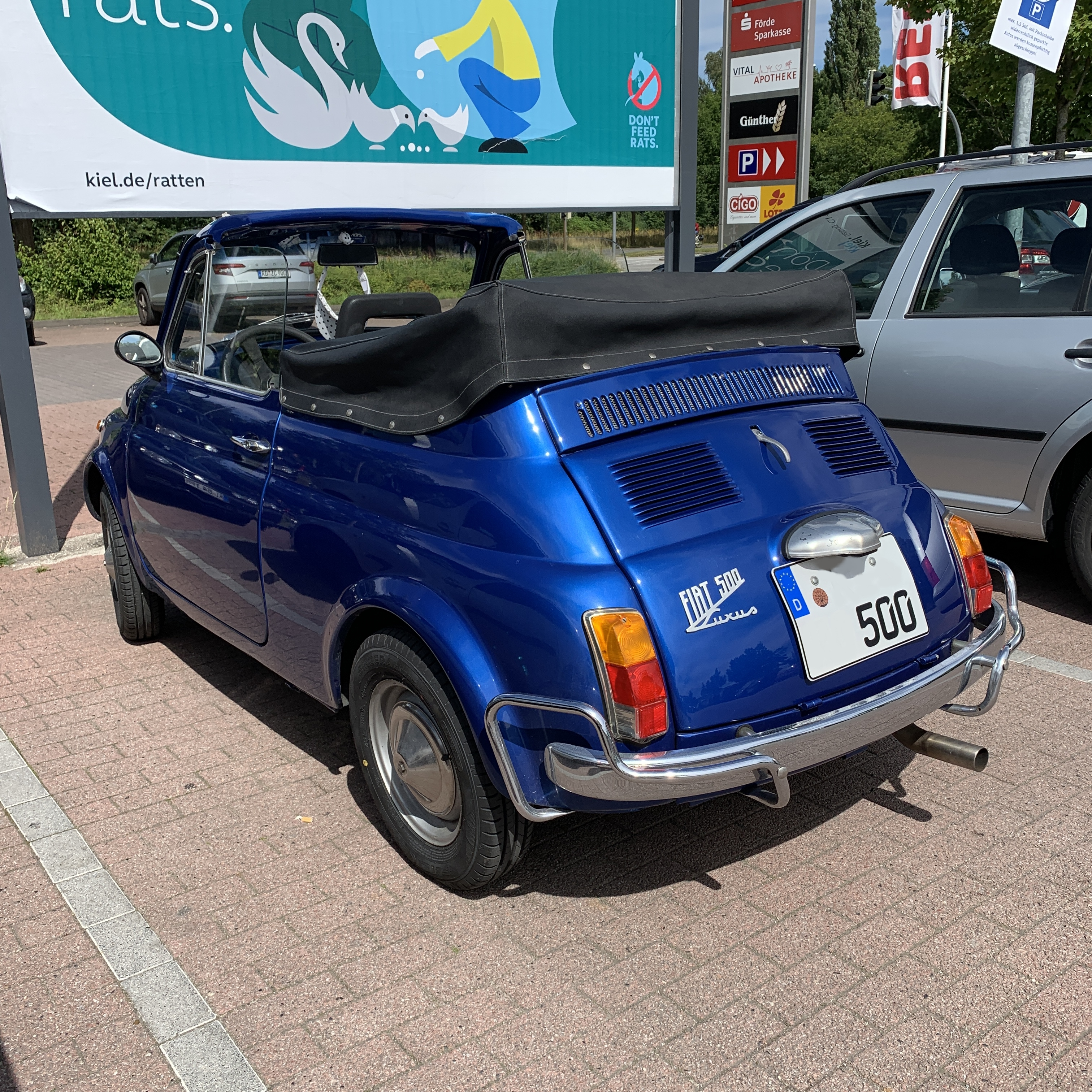
Fiat 500 Lux, convertit în decapotabilă
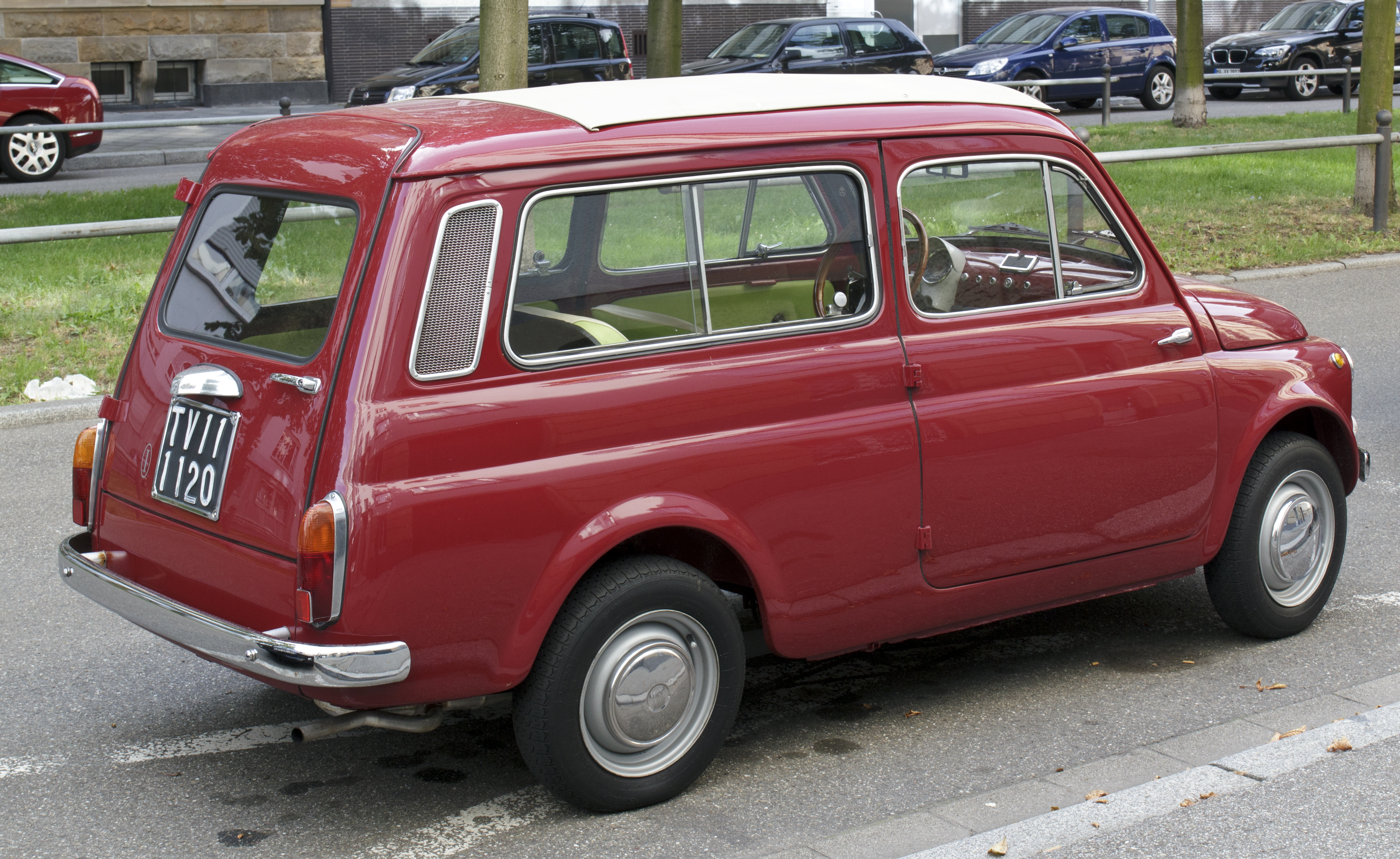
Fiat 500 „Giardiniera“
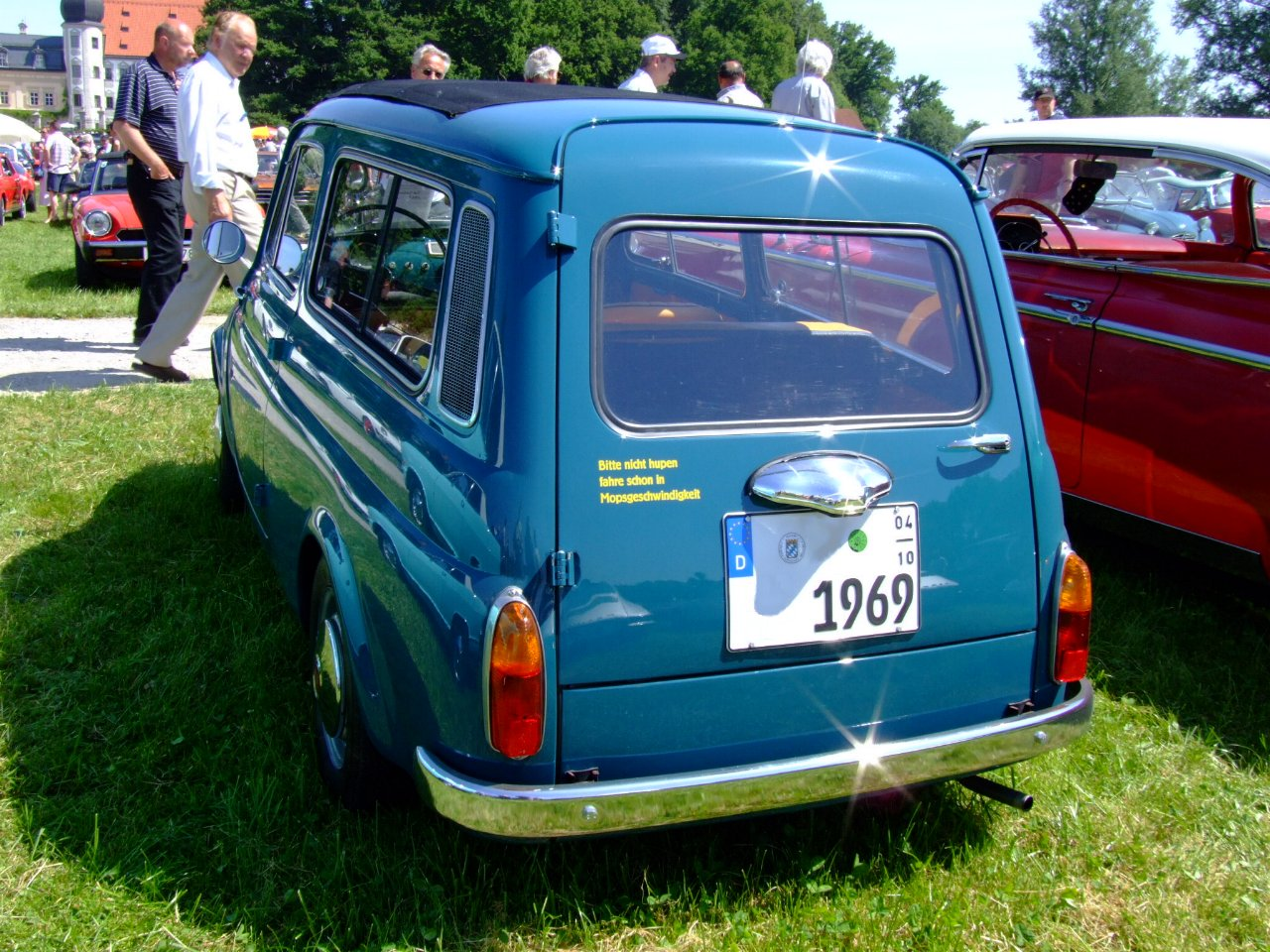
Fiat 500 „Giardiniera“ (1969)
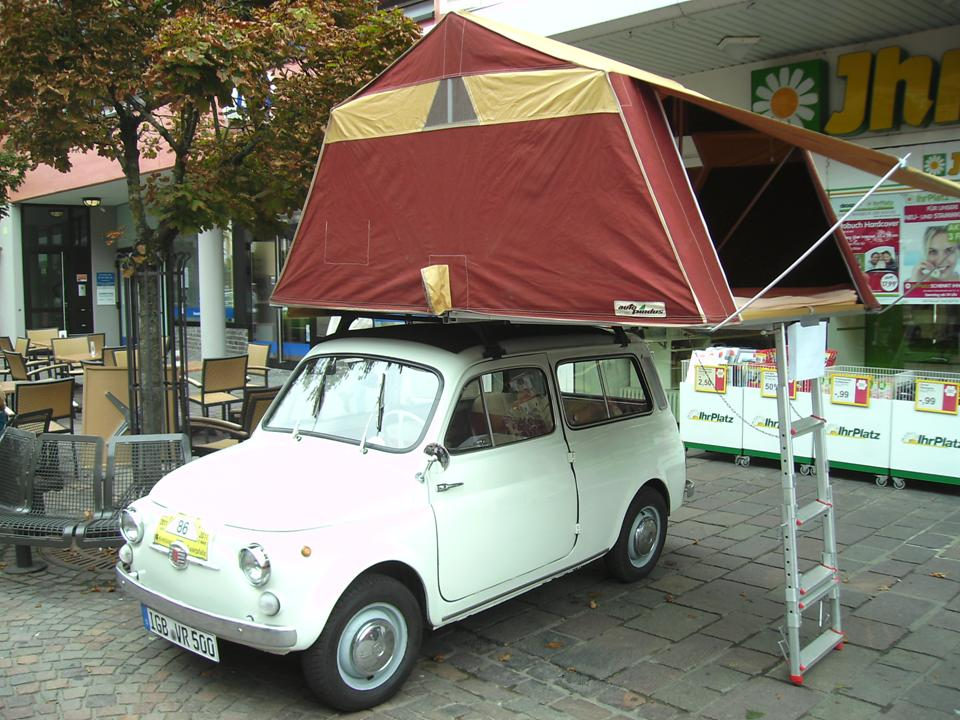
Fiat 500 „Giardiniera“ cu cort de camping
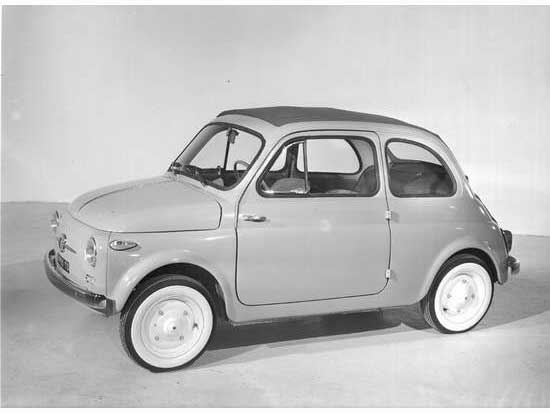
Fiat 500 N Standard (1957)
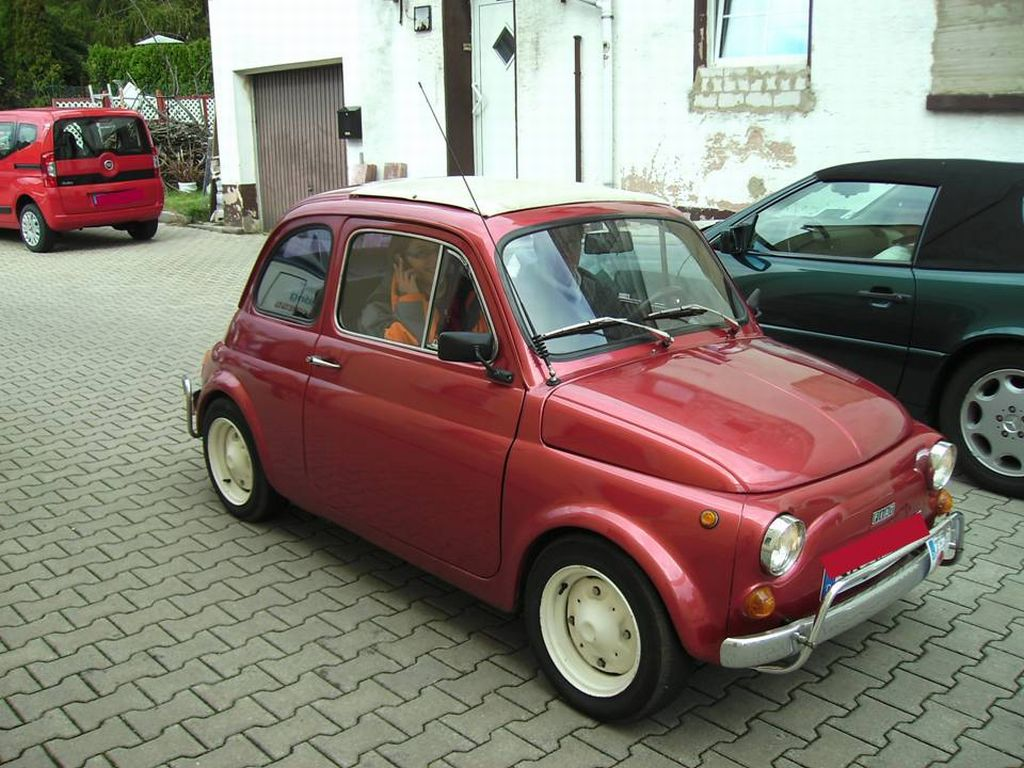
Fiat Nuova 500 cu finisaj rar (magenta metalizat)
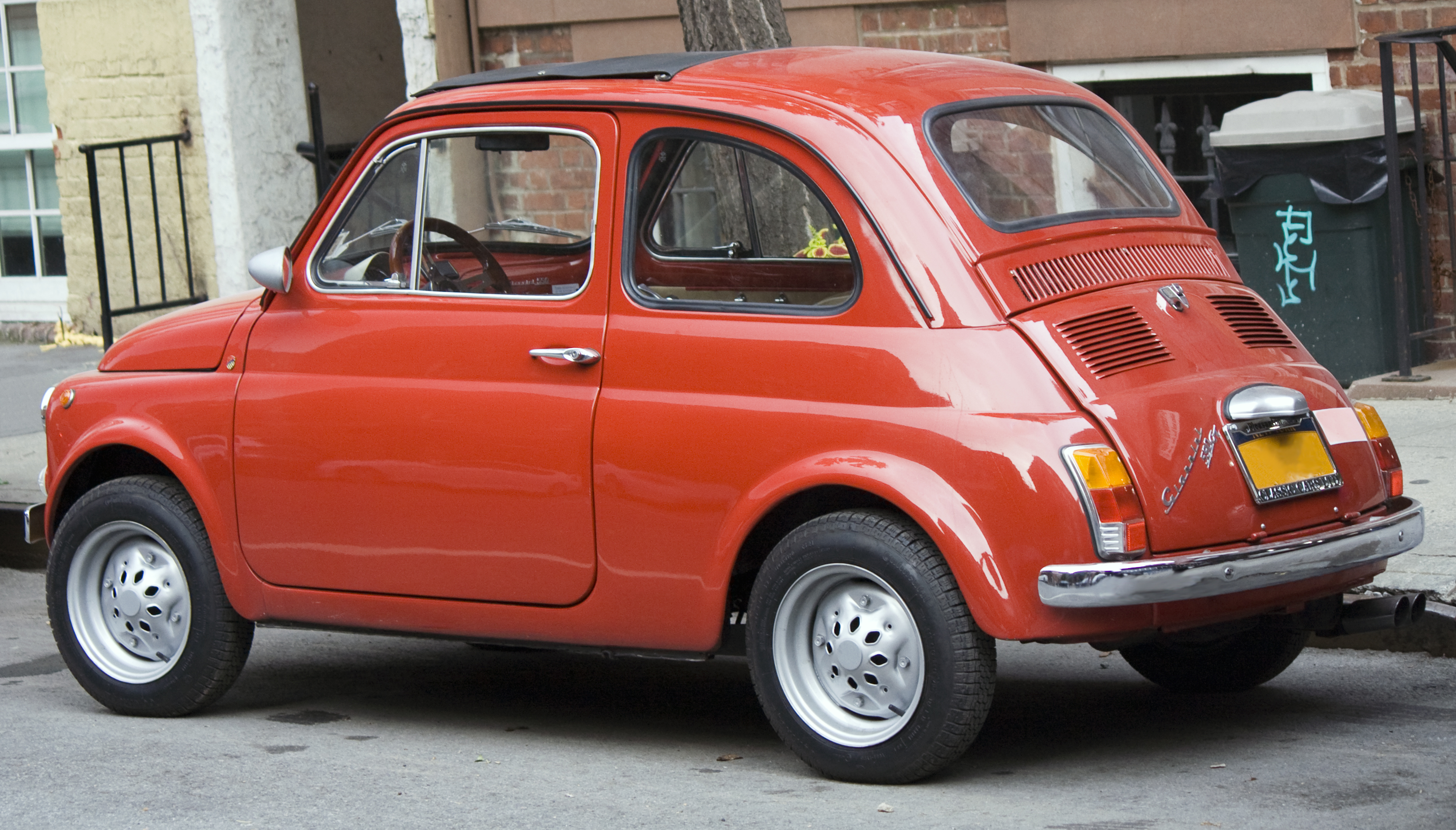
Sportlicher Giannini 590 GT (1968)
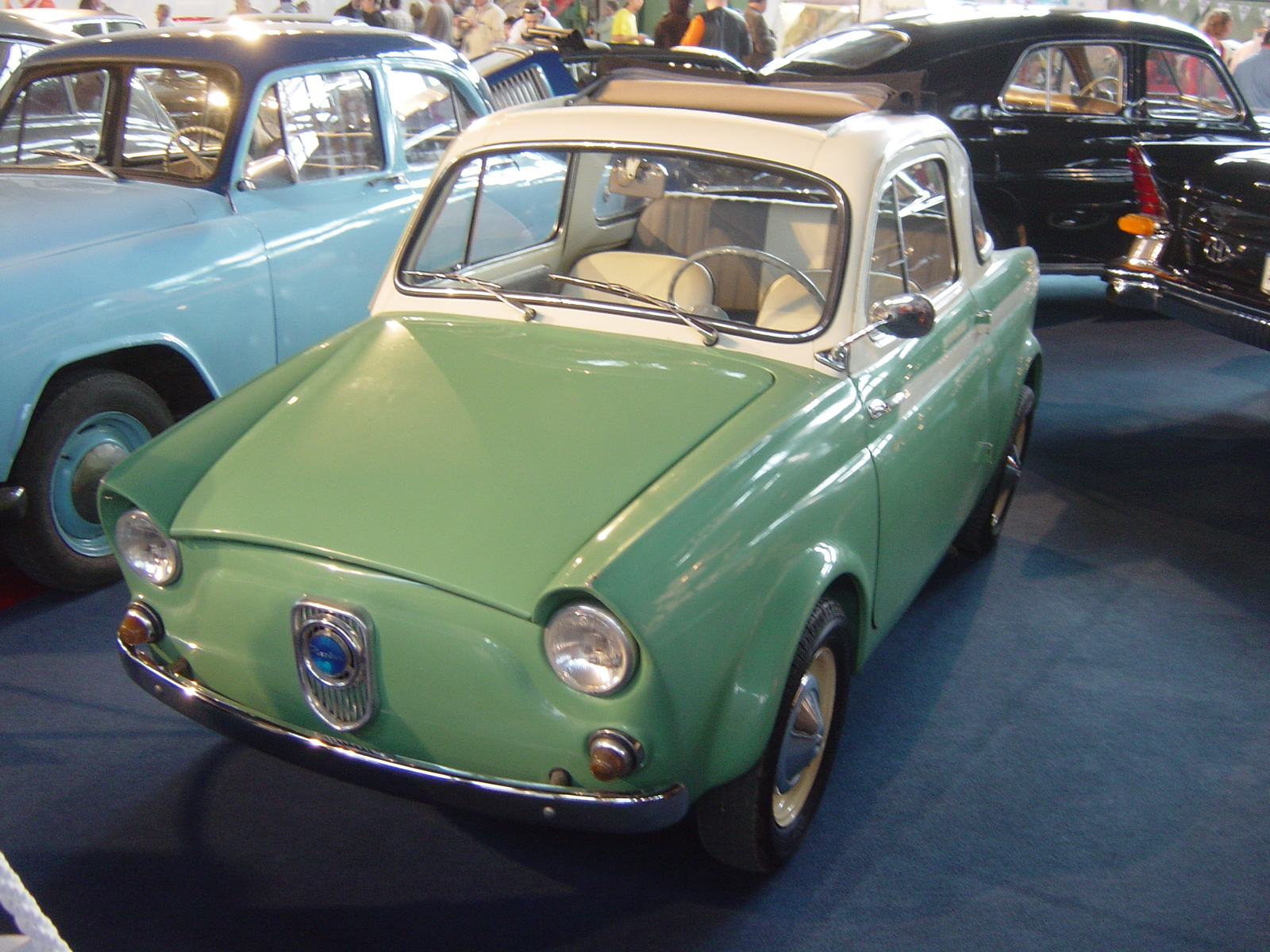
NSU-Fiat Weinsberg 500
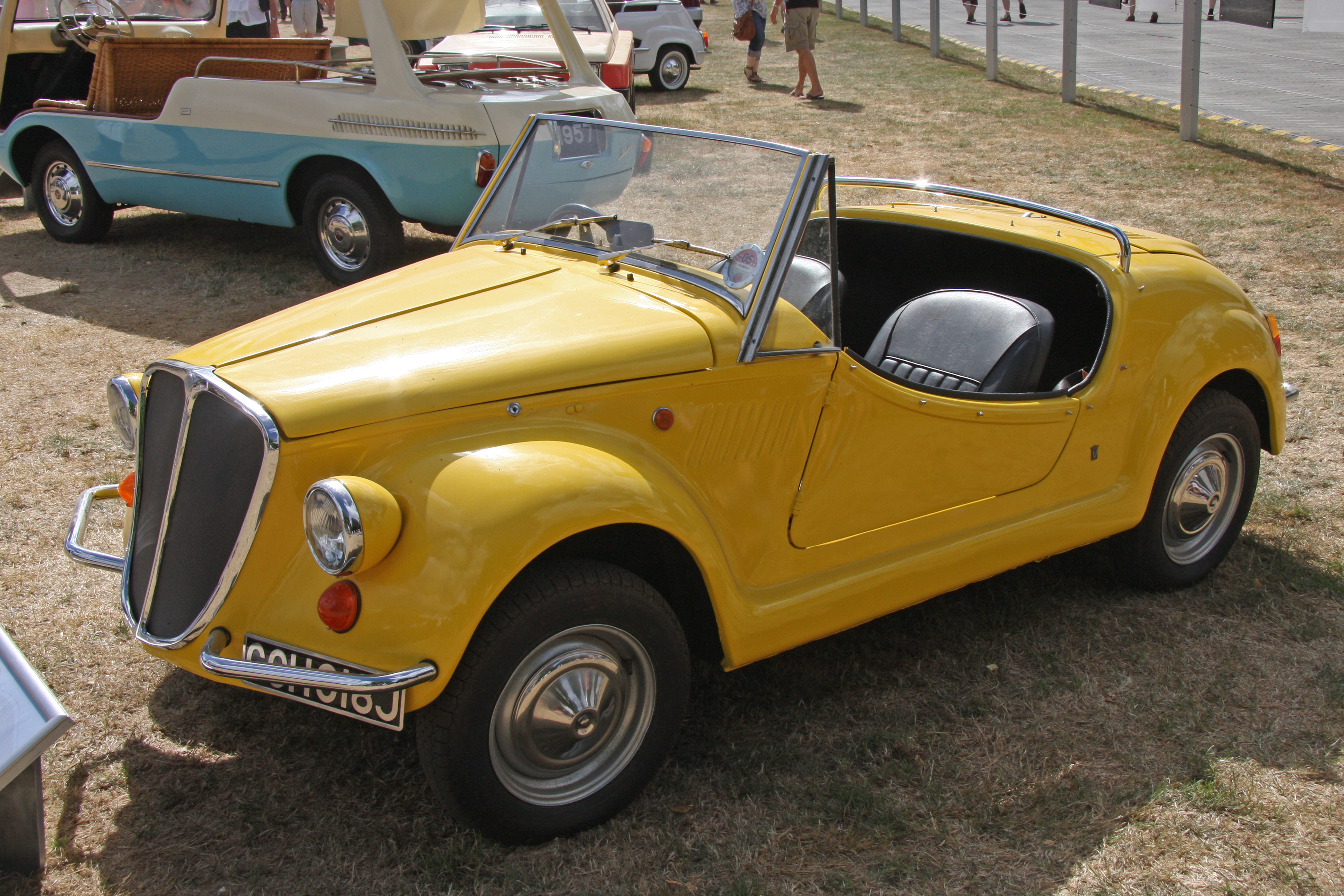
Vignale Gamine pe platforma de Fiat 500